# Inkey and Co
Inkey and Co è un cortometraggio muto del 1913 diretto da Erne st Lepard. La comica fu scritta e interpretata dai fratelli  Albert e Seth Egbert.

## Trama
Un operaio finge di star male per farsi dare del brandy dal gestore di un pub.

## Produzione
Il film fu prodotto dalla HD Films.

## Distribuzione
Distribuito dalla Cosmopolitan Films, il film - un cortometraggio di 97,02 metri - uscì nelle sale cinematografiche britanniche nel gennaio 1913.